# Iago omanensis
Iago omanensis är en hajart som först beskrevs av Norman 1939.  Iago omanensis ingår i släktet Iago och familjen hundhajar. IUCN kategoriserar arten globalt som livskraftig. Inga underarter finns listade i Catalogue of Life.